# Liste des routes d'État au Massachusetts
Au Massachusetts, le Massachusetts Department of Transportation (MassDOT) entretient les routes d'État.

## Liste des routes d'État
| Numéro     | Longueur (mi) | Longueur (km) | Terminus sud / ouest                                          | Terminus nord / est                                                  | Créée | Notes                                          |
| ---------- | ------------- | ------------- | ------------------------------------------------------------- | -------------------------------------------------------------------- | ----- | ---------------------------------------------- |
| Route 1A   | 95,12         | 153,08        | US 1A à la frontière du Rhode Island à Attleboro              | NH 1A à la frontière du New Hampshire à Salisbury                    | 1927  |                                                |
| Route 2    | 142,29        | 228,99        | NY 2 à la frontière de l'État de New York à Williamstown      | Route 28 à Boston                                                    | 1927  |                                                |
| Route 2A   | 98,50         | 158,50        | I-91 / Route 2 à Greenfield                                   | Route 2 à Boston                                                     | —     |                                                |
| Route 3    | 55,70         | 89,64         | US 6 à Bourne                                                 | US 3 / Route 2A à Cambridge                                          | 1926  | Prolongement de la US 3 vers le sud            |
| Route 3A   | 97,00         | 156,11        | Route 3 à Plymouth                                            | NH 3A à la frontière du New Hampshire à Tyngsborough                 | 1926  |                                                |
| Route 4    | 18,26         | 29,39         | Route 2 / Route 225 à Lexington                               | Route 3A à North Chelmsford                                          | 1930  |                                                |
| Route 6A   | 62,46         | 100,52        | US 6 à Bourne                                                 | US 6 à Provincetown                                                  | 1950  | Ancienne US 6                                  |
| Route 7A   | 25,30         | 40,72         | Ashley Falls Road à la frontière du Connecticut à Sheffield   | US 7 / US 20 à Lenox                                                 | 1961  |                                                |
| Route 8    | 66,64         | 107,25        | Route 8 à la frontière du Connecticut près de Sandisfield     | VT 8 / VT 100 à la frontière du Vermont à Clarksburg                 | —     |                                                |
| Route 8A   | 35,85         | 57,69         | Route 8 / Route 9 à Dalton                                    | VT 8A à la frontière du Vermont près de Charlemont                   | 1950  | MassDOT identifie cette route comme Route 8A-L |
| Route 8A   | 3,17          | 5,10          | Route 8 à North Adams                                         | Route 2 / Route 8 à North Adams                                      | 1950  | MassDOT identifie cette route comme Route 8A-U |
| Route 9    | 135,50        | 218,10        | US 20 à Pittsfield                                            | Route 28 à Boston                                                    | 1933  |                                                |
| Route 10   | 60,69         | 97,67         | US 202 / Route 10 à la frontière du Connecticut à Southwick   | NH 10 à la frontière du New Hampshire à Northfield                   | 1922  |                                                |
| Route 12   | 64,41         | 103,66        | Route 12 à la frontière du Connecticut à Webster              | NH 12 à la frontière du New Hampshire à Winchendon                   | 1922  |                                                |
| Route 13   | 14,14         | 22,76         | Route 12 à Leominster                                         | NH 13 à la frontière du New Hampshire à Townsend                     | 1933  |                                                |
| Route 14   | 18,46         | 29,71         | Route 27 à Brockton                                           | Route 3A à Duxbury                                                   | 1933  |                                                |
| Route 15   | 0,23          | 0,37          | Route 15 à la frontière du Rhode Island à Seekonk             | Route 152 à Seekonk                                                  | 1980  | Prolongement non-indiqué de la RI 15           |
| Route 16   | 59,86         | 96,34         | Route 12 / Route 193 à Webster                                | Route 1A / Route 60 à Revere                                         | 1933  |                                                |
| Route 18   | 41,59         | 66,93         | US 6 à New Bedford                                            | Route 53 à Weymouth                                                  | 1933  |                                                |
| Route 19   | 16,54         | 26,62         | Route 19 à la frontière du Connecticut près de Wales          | Route 9 / Route 67 à West Brookfield                                 | 1932  |                                                |
| Route 20A  | 4,15          | 6,68          | I-91 / US 20 à Springfield                                    | I-291 / US 20 à Springfield                                          | —     |                                                |
| Route 21   | 13,73         | 22,10         | US 20 / Route 141 à Springfield                               | Route 9 à Belchertown                                                | —     |                                                |
| Route 22   | 9,58          | 15,42         | Route 1A / Route 127 à Beverly                                | Route 133 à Essex                                                    | —     |                                                |
| Route 23   | 38,43         | 61,85         | NY 23 à la frontière de l'État de New York à Egremont         | US 20 à Russell                                                      | —     |                                                |
| Route 24   | 40,91         | 65,84         | Route 24 à la frontière du Rhode Island à Fall River          | I-93 / US 1 à Randolph                                               | 1951  |                                                |
| Route 25   | 10,00         | 16,10         | I-195 / I-495 à Wareham                                       | Route 28 à Bourne                                                    | 1957  |                                                |
| Route 27   | 73,44         | 118,19        | Route 106 à Kingston                                          | Route 4 à Chelmsford                                                 | 1933  |                                                |
| Route 28   | 151,93        | 244,51        | US 6 / Route 6A à Eastham                                     | NH 28 à la frontière du New Hampshire à Methuen                      | 1922  | Plus longue route d'état au Massachusetts      |
| Route 28A  | 7,98          | 12,84         | Route 28 à Falmouth                                           | Route 28 à Bourne                                                    | —     |                                                |
| Route 30   | 36,40         | 58,60         | Route 122 / Route 140 à Grafton                               | US 20 à Boston                                                       | 1933  |                                                |
| Route 31   | 58,80         | 94,60         | Route 197 à la frontière du Connecticut à Dudley              | NH 31 à la frontière du New Hampshire près d'Ashby                   | —     |                                                |
| Route 32   | 60,66         | 97,62         | Route 32 à la frontière du Connecticut près de Monson         | NH 32 à la frontière du New Hampshire près de Royalston              | —     |                                                |
| Route 32A  | 12,79         | 20,58         | Route 32 à Hardwick                                           | Route 32 à Petersham                                                 | —     |                                                |
| Route 33   | 5,54          | 8,92          | Route 141 à Chicopee                                          | Route 116 à South Hadley                                             | 1946  |                                                |
| Route 35   | 5,80          | 9,30          | Route 114 à Peabody                                           | Route 97 à Topsfield                                                 | —     |                                                |
| Route 36   | 5,44          | 8,75          | Route 106 à Halifax                                           | Route 14 à Pembroke                                                  | —     |                                                |
| Route 37   | 9,54          | 15,35         | Route 28 à Brockton                                           | I-93 / US 1 à Braintree                                              | —     |                                                |
| Route 38   | 27,30         | 43,90         | Route 99 à Boston                                             | NH 38 à la frontière du New Hampshire à Dracut                       | 1933  |                                                |
| Route 39   | 8,15          | 13,12         | Route 28 / Route 124 à Harwich                                | Route 28 à Orleans                                                   | —     |                                                |
| Route 40   | 10,46         | 16,83         | Route 119 / Route 225 à Groton                                | Route 3A à Chelmsford                                                | 1940  |                                                |
| Route 41   | 31,20         | 50,20         | Route 41 à la frontière du Connecticut près de Sheffield      | US 20 à Pittsfield                                                   | 1932  |                                                |
| Route 43   | 15,67         | 25,22         | NY 43 à la frontière de l'État de New York à Hancock          | Route 2 à Williamstown                                               | 1932  |                                                |
| Route 47   | 21,93         | 35,29         | Route 116 à South Hadley                                      | Route 63 à Montague                                                  | —     |                                                |
| Route 49   | 7,44          | 11,97         | US 20 à Sturbridge                                            | Route 9 à Spencer                                                    | 1972  |                                                |
| Route 53   | 22,14         | 35,63         | Route 3A à Kingston                                           | Route 3A à Quincy                                                    | 1963  |                                                |
| Route 56   | 20,10         | 32,30         | Route 12 à Oxford                                             | Route 68 à Rutland                                                   | —     |                                                |
| Route 57   | 45,42         | 73,10         | Route 23 / Route 183 à Monterey                               | US 5 à Agawam                                                        | 1930  |                                                |
| Route 58   | 29,86         | 48,06         | Route 28 à Rochester                                          | Route 18 à Weymouth                                                  | —     |                                                |
| Route 60   | 14,33         | 23,06         | US 20 à Waltham                                               | Route 1A / Route 16 à Revere                                         | —     |                                                |
| Route 62   | 82,18         | 132,26        | Route 32 / Route 122 à Barre                                  | Route 127 à Beverly                                                  | —     |                                                |
| Route 63   | 24,04         | 38,69         | Route 116 à Amherst                                           | NH 63 à la frontière du New Hampshire à Northfield                   | 1929  |                                                |
| Route 66   | 13,65         | 21,97         | Route 112 à Huntington                                        | Route 9 à Northampton                                                | —     |                                                |
| Route 67   | 24,81         | 39,93         | US 20 à Palmer                                                | Route 32 à Barre                                                     | 1933  |                                                |
| Route 68   | 36,14         | 58,16         | Route 122A à Holden                                           | Route 32 à Royalston                                                 | —     |                                                |
| Route 70   | 20,78         | 33,44         | Route 9 à Worcester                                           | Route 2 à Lancaster                                                  | —     |                                                |
| Route 71   | 5,62          | 9,04          | NY 71 à la frontière de l'État de New York à North Egremont   | Route 23 / Route 41 à Great Barrington                               | 1939  |                                                |
| Route 75   | 4,01          | 6,45          | Route 75 à la frontière du Connecticut à Agawam               | Route 147 / Route 159 à Agawam                                       | 1950  |                                                |
| Route 78   | 9,73          | 15,66         | Route 2A à Orange                                             | NH 78 à la frontière du New Hampshire à Warwick                      | —     |                                                |
| Route 79   | 18,47         | 29,72         | I-195 / Route 138 à Fall River                                | Route 105 à Lakeville                                                | —     |                                                |
| Route 80   | 6,56          | 10,56         | Carver Road à Plymouth                                        | Route 3A à Kingston                                                  | 1953  |                                                |
| Route 81   | 2,61          | 4,20          | Route 81 à la frontière du Rhode Island à Fall River          | I-195 à Fall River                                                   | —     |                                                |
| Route 83   | 8,09          | 13,02         | Route 83 à la frontière du Connecticut à East Longmeadow      | I-91 / US 5 à Springfield                                            | 1932  |                                                |
| Route 85   | 21,01         | 33,81         | Route 16 à Milford                                            | Route 117 à Bolton                                                   | —     |                                                |
| Route 88   | 11,30         | 18,19         | John Reed Road à Westport                                     | I-195 à Westport                                                     | —     |                                                |
| Route 96   | 3,26          | 5,25          | Route 96 à la frontière du Rhode Island près de Douglas       | Route 16 à Douglas                                                   | —     |                                                |
| Route 97   | 24,96         | 40,17         | Route 1A à Beverly                                            | NH 97 à la frontière du New Hampshire à Methuen                      | —     |                                                |
| Route 98   | 3,87          | 6,23          | Route 98 à la frontière du Rhode Island près de Douglas       | Route 146A à Uxbridge                                                | —     |                                                |
| Route 99   | 6,40          | 10,30         | Chelsea Street / New Rutherford Avenue à Boston               | US 1 à Saugus                                                        | 1970  |                                                |
| Route 101  | 22,55         | 36,29         | Route 32 à Petersham                                          | Route 119 à Ashburnham                                               | 1939  |                                                |
| Route 102  | 12,33         | 19,84         | NY 22 à la frontière de l'État de New York à West Stockbridge | I-90 / US 20 à Lee                                                   | 1933  |                                                |
| Route 103  | 4,92          | 7,92          | Route 103 à la frontière du Rhode Island à Swansea            | US 6 / Route 138 à Somerset                                          | 1926  |                                                |
| Route 104  | 12,54         | 20,18         | US 44 à Taunton                                               | Route 106 à East Bridgewater                                         | 1933  |                                                |
| Route 105  | 29,36         | 47,25         | US 6 à Marion                                                 | Route 106 à Halifax                                                  | 1926  |                                                |
| Route 106  | 34,31         | 55,22         | Route 1A à Plainville                                         | Route 3A à Kingston                                                  | 1926  |                                                |
| Route 107  | 11,90         | 19,20         | Route 16 à Revere                                             | Route 1A à Salem                                                     | 1926  |                                                |
| Route 108  | 0,91          | 1,46          | Route 110 à Haverhill                                         | NH 108 à la frontière du New Hampshire à Haverhill                   | —     |                                                |
| Route 109  | 20,97         | 33,75         | Route 16 à Milford                                            | VFW Parkway à Boston                                                 | 1933  |                                                |
| Route 110  | 69,24         | 111,43        | Route 12 à West Boylston                                      | US 1 / Route 1A à Salisbury                                          | 1926  |                                                |
| Route 111  | 27,28         | 43,90         | Route 2 / Route 2A / Route 119 à Concord                      | NH 111 à la frontière du New Hampshire à Pepperell                   | 1926  |                                                |
| Route 112  | 54,11         | 87,08         | US 20 à Huntington                                            | VT 112 à la frontière du Vermont près de Colrain                     | 1926  |                                                |
| Route 113  | 50,53         | 81,32         | Route 119 à Pepperell                                         | US 1 / Route 1A à Newburyport                                        | 1926  |                                                |
| Route 114  | 22,42         | 36,08         | Route 28 à Lawrence                                           | Route 129 à Marblehead                                               | 1926  |                                                |
| Route 114A | 3,0           | 4,8           | Route 114A à la frontière du Rhode Island à Seekonk           | Route 114A à la frontière du Rhode Island à Seekonk                  | 1960  |                                                |
| Route 115  | 10,87         | 17,49         | Route 140 à Foxborough                                        | Route 27 à Sherborn                                                  | —     |                                                |
| Route 116  | 68,26         | 109,85        | Route 20A à Springfield                                       | Route 8 à Adams                                                      | 1926  |                                                |
| Route 117  | 31,07         | 50,00         | Route 12 à Leominster                                         | US 20 à Waltham                                                      | 1926  |                                                |
| Route 118  | 16,88         | 27,17         | US 6 à Swansea                                                | Route 123 à Attleboro                                                | —     |                                                |
| Route 119  | 35,60         | 57,30         | NH 119 à la frontière du New Hampshire près d'Ashburnham      | Route 2 / Route 111 à Concord                                        | 1922  |                                                |
| Route 120  | 2,32          | 3,73          | Route 120 à la frontière du Rhode Island à North Attleborough | US 1 à North Attleborough                                            | —     |                                                |
| Route 121  | 4,40          | 7,10          | Route 121 à la frontière du Rhode Island près de Wrentham     | Route 1A à Wrentham                                                  | 1960  |                                                |
| Route 122  | 67,15         | 108,07        | Route 122 à la frontière du Rhode Island à Blackstone         | Route 2A à Orange                                                    | 1926  |                                                |
| Route 122A | 26,80         | 43,10         | Route 122 à Grafton                                           | Route 122 à Rutland                                                  | 1926  |                                                |
| Route 123  | 41,91         | 67,45         | Route 123 à la frontière du Rhode Island à Attleboro          | Route 3A à Scituate                                                  | 1926  |                                                |
| Route 124  | 6,80          | 10,94         | Route 28 / Route 39 à Harwich                                 | Route 6A à Brewster                                                  | 1951  |                                                |
| Route 125  | 18,90         | 30,42         | I-93 à Wilmington                                             | NH 125 à la frontière du New Hampshire à Haverhill                   | 1926  |                                                |
| Route 126  | 33,57         | 54,03         | Route 126 à la frontière du Rhode Island à Blackstone         | Route 2 / Route 2A à Concord                                         | 1926  |                                                |
| Route 127  | 26,70         | 42,97         | Route 1A / Route 22 à Beverly                                 | Route 128 à Gloucester                                               | 1926  |                                                |
| Route 127A | 5,69          | 9,16          | Route 127 à Gloucester                                        | Route 127 à Rockport                                                 | 1950  |                                                |
| Route 128  | 57,80         | 93,00         | I-93 / I-95 / US 1 à Canton                                   | Route 127A à Gloucester                                              | 1926  |                                                |
| Route 129  | 34,08         | 54,85         | Route 4 / Route 110 à Chelmsford                              | Route 114 à Marblehead                                               | 1920  |                                                |
| Route 129A | 2,48          | 3,99          | Route 129 à Lynn                                              | Route 129 à Lynn                                                     | 1996  |                                                |
| Route 130  | 11,90         | 19,15         | Route 28 à Barnstable                                         | Route 6A à Sandwich                                                  | 1926  |                                                |
| Route 131  | 9,77          | 15,72         | US 20 à Sturbridge                                            | Route 131 à la frontière du Connecticut à Southbridge                | 1923  |                                                |
| Route 132  | 3,69          | 5,94          | Route 28 à Hyannis                                            | Route 6A à West Barnstable                                           | 1926  |                                                |
| Route 133  | 40,87         | 65,77         | Route 38 / Route 110 à Lowell                                 | Route 127 à Gloucester                                               | 1926  |                                                |
| Route 134  | 5,30          | 8,53          | Route 28 à South Dennis                                       | Route 6A à Dennis                                                    | 1926  |                                                |
| Route 135  | 29,53         | 47,52         | US 20 à Northborough                                          | I-95 / Route 128 à Dedham                                            | 1927  |                                                |
| Route 136  | 1,85          | 2,98          | Route 136 à la frontière du Rhode Island près de Swansea      | Davis Street à Rehoboth                                              | 1927  |                                                |
| Route 137  | 6,99          | 11,25         | Route 28 à Chatham                                            | Route 6A à Brewster                                                  | 1936  |                                                |
| Route 138  | 43,58         | 70,14         | Route 138 à la frontière du Rhode Island à Fall River         | Route 28 à Milton                                                    | 1926  |                                                |
| Route 139  | 32,24         | 51,89         | Route 27 / Route 138 à Stoughton                              | Route 14 à Duxbury                                                   | —     |                                                |
| Route 140  | 107,76        | 173,42        | US 6 à New Bedford                                            | Route 12 à Winchendon                                                | 1926  |                                                |
| Route 141  | 15,90         | 25,60         | Route 10 à Easthampton                                        | US 20 à Springfield                                                  | 1926  |                                                |
| Route 142  | 3,99          | 6,42          | Route 10 à Bernardston                                        | VT 142 à la frontière du Vermont à Northfield                        | 1975  |                                                |
| Route 143  | 24,49         | 39,41         | Route 8 à Hinsdale                                            | Route 9 à Williamsburg                                               | 1933  |                                                |
| Route 145  | 6,71          | 10,80         | Route 1A à Boston                                             | Route 16 à Revere                                                    | 1958  |                                                |
| Route 146  | 20,99         | 33,78         | Route 146 à la frontière du Rhode Island à Millville          | Quinsigamond Avenue / Cambridge Street / Millbury Street à Worcester | —     |                                                |
| Route 146A | 4,10          | 6,60          | Route 146A à la frontière du Rhode Island à Millville         | Route 122 à Uxbridge                                                 | 1984  |                                                |
| Route 147  | 4,39          | 7,07          | Mill Street / Springfield Street à Agawam                     | US 5 à West Springfield                                              | 1966  |                                                |
| Route 148  | 19,68         | 31,67         | US 20 à Sturbridge                                            | Route 122 à Oakham                                                   | —     |                                                |
| Route 149  | 4,83          | 7,77          | Route 28 à Marstons Mills                                     | Route 6A à West Barnstable                                           | 1946  |                                                |
| Route 150  | 3,67          | 5,91          | Beacon Street à Amesbury                                      | NH 150 à la frontière du New Hampshire à Amesbury                    | 1933  |                                                |
| Route 151  | 7,00          | 11,30         | Route 28A à Falmouth                                          | Route 28 à Mashpee                                                   | —     |                                                |
| Route 152  | 14,88         | 23,95         | Route 152 à la frontière du Rhode Island à Seekonk            | US 1 à Plainville                                                    | —     |                                                |
| Route 159  | 4,32          | 6,95          | Route 159 à la frontière du Connecticut à Springfield         | Route 75 / Route 147 à Agawam                                        | 1968  |                                                |
| Route 168  | 1,24          | 2,00          | US 202 / Route 10 à Southwick                                 | Route 168 à la frontière du Connecticut à Southwick                  | 1975  |                                                |
| Route 169  | 9,11          | 14,66         | Route 169 à la frontière du Connecticut à Southbridge         | US 20 à Charlton                                                     | 1959  |                                                |
| Route 177  | 4,90          | 7,90          | Route 177 à la frontière du Rhode Island à Westport           | US 6 à Westport                                                      | —     |                                                |
| Route 181  | 9,43          | 15,18         | US 20 à Palmer                                                | US 202 / Route 21 à Belchertown                                      | —     |                                                |
| Route 183  | 31,94         | 51,40         | Route 183 à la frontière du Connecticut près de Sandisfield   | US 7 / US 20 à Lenox                                                 | —     |                                                |
| Route 186  | 2,43          | 3,91          | Route 186 à la frontière du Connecticut à East Longmeadow     | Route 83 / Route 220 à East Longmeadow                               | 1932  |                                                |
| Route 187  | 7,49          | 12,05         | Route 187 à la frontière du Connecticut à Agawam              | US 20 à Westfield                                                    | 1932  |                                                |
| Route 189  | 2,11          | 3,40          | Route 189 à la frontière du Connecticut à Granville           | Route 57 à Granville                                                 | 1932  |                                                |
| Route 192  | 2,22          | 3,57          | Route 192 à la frontière du Connecticut à Longmeadow          | US 5 à Longmeadow                                                    | 1932  |                                                |
| Route 193  | 2,77          | 4,46          | Route 193 à la frontière du Connecticut à Webster             | Route 12 / Route 16 à Webster                                        | 1932  |                                                |
| Route 197  | 3,20          | 5,15          | Route 197 à la frontière du Connecticut à Dudley              | Route 12 à Dudley                                                    | —     |                                                |
| Route 198  | 3,96          | 6,37          | Route 198 à la frontière du Connecticut à Southbridge         | Route 131 à Southbridge                                              | —     |                                                |
| Route 203  | 5,18          | 8,34          | Centre Street à Jamaica Plain                                 | I-93 / US 1 / Route 3 / Route 3A à Dorchester                        | 1970  |                                                |
| Route 213  | 3,56          | 5,73          | I-93 à Methuen                                                | I-495 à Methuen                                                      | 1964  | Loop Connector                                 |
| Route 220  | 2,17          | 3,49          | Route 220 à la frontière du Connecticut à East Longmeadow     | Route 83 / Route 186 à East Longmeadow                               | 1936  |                                                |
| Route 225  | 31,10         | 50,10         | Route 2A à Lunenburg                                          | Route 2 / Route 4 à Lexington                                        | 1957  |                                                |
| Route 228  | 9,40          | 15,10         | Route 3 à Rockland                                            | George Washington Boulevard à Hull                                   | 1967  |                                                |
| Route 240  | 1,30          | 2,10          | US 6 à Fairhaven                                              | I-195 à Fairhaven                                                    | —     |                                                |
| Route 286  | 1,40          | 2,25          | I-95 à Salisbury                                              | NH 286 à la frontière du New Hampshire à Salisbury                   | 1971  |                                                |
| Route 295  | 1,66          | 2,67          | NY 295 à la frontière de l'État de New York à Richmond        | Route 41 à Richmond                                                  | 1938  |                                                |
|            |               |               |                                                               |                                                                      |       |                                                |